# Sikander Goldau
Sikander Goldau (* 1969 in Quetta, Pakistan) ist ein deutscher Regisseur und Drehbuchautor.
Er studierte an der Hochschule für Fernsehen und Film München. Dort realisierte Goldau zahlreiche Kurzfilme. Sein Abschlussfilm „fragile“ (2004) wurde auf internationalen Festivals aufgeführt und errang neben zahlreichen nationalen (WAM-Filmnacht) und internationalen Preisen (AFI Audience Award) im Jahr 2004 eine Nominierung für den „Honorary Foreign Student Film Award“ der Academy of Motion Picture Arts and Sciences (A.M.P.A.S.), kurz Studentenoscar. Die Filmbewertungsstelle Wiesbaden zeichnete den Kurzfilm „fragile“ im selben Jahr mit dem Prädikat „wertvoll“ aus.
Im Jahr 2010 entwarf Goldau das Aussehen des neuen Drachens für den Further Drachenstich, der als weltgrößter Schreitroboter 2012 ins Guinness-Buch der Rekorde aufgenommen wurde.
2016 entwickelte er für eine neue Methode der Datenerfassung bei Fußballspielen für die Impect GmbH die Wortmarke Packing. Diese wurde im Rahmen der Fußball-EM 2016 in Frankreich einer breiten Öffentlichkeit vorgestellt. Momentan arbeitet Goldau an dem Dokumentarfilmprojekt Motherlands.